# Chen Wei
Chen Wei (en chino: 陈薇; Lanxi, febrero de 1966) es una epidemióloga, militar e investigadora china.
Supervisora de doctorado en la Academia Militar de Ciencias Médicas, es conocida como la terminator del Ébola, ya que en 2014 desarrolló la primera vacuna para combatir el brote de ese virus en África Occidental.

## Biografía
Chen nació en Lanxi, Zhejiang, en febrero de 1966. Asistió a la Universidad de Zhejiang, donde recibió su licenciatura en 1988. Después de completar su maestría en la Universidad de Tsinghua, asistió a la Academia Militar de Ciencias Médicas, donde obtuvo su grado de doctora en 1998. Se convirtió en un miembro de la facultad de la academia después de la graduación.
Durante el brote de síndrome respiratorio agudo grave (SARS) de 2003, desarrolló un aerosol que permitió que alrededor de 14 000 trabajadores de la salud no contrajeran el virus.
El 10 de julio de 2015, se le otorgó el rango militar de Mayor general (shaojiang) por el Presidente de la Comisión Militar Central Xi Jinping.
Fue delegada para el 12º Congreso Nacional del Pueblo. En enero de 2018 se convirtió en miembro del 13º Comité Nacional de la Conferencia Consultiva Política del Pueblo Chino.
En marzo de 2020 anunció que su equipo había desarrollado una vacuna contra el COVID-19 y que iba a comenzar su prueba en humanos.

## Premios y reconocimientos
- Premio Juvenil Sobresaliente Qiushi 2009
- Fondo Nacional de Ciencia para Jóvenes Distinguidos 2010
- Premio al Progreso de Ciencia y Tecnología de la Fundación Ho Leung Ho Lee, obtenido el 25 de octubre de 2017
- Miembro de la Academia China de Ingeniería (CAE), el 22 de noviembre de 2019.[5]